# IC 995
IC 995 ist eine Balken-Spiralgalaxie vom Hubble-Typ SBd im Sternbild Großer Bär am Nordsternhimmel. Sie ist schätzungsweise 145 Millionen Lichtjahre von der Milchstraße entfernt und hat einen Durchmesser von etwa 65.000 Lj.
Im selben Himmelsareal befinden sich u. a. die Galaxien NGC 5526, NGC 5561, IC 996.
Das Objekt wurde am 2. Juli 1888 vom US-amerikanischen Astronomen Lewis Swift entdeckt.